# Montes Cardamomo
Los Montes Cardamomo y Elefante o Montes Krâvanh (en jemer ជួរភ្នំក្រវាញ Chuor Phnom Krâvanh y en idioma tai ทิวเขาบรรทัด, Thio Khao Banthat) es una cadena montañosa entre el sureste de Tailandia (Provincia de Trat) y el suroeste de Camboya (provincias de Koh Kong, Battambang, Pailín, Pursat, Kompung Saom, Kompot y Kep). El sistema montañoso tiene además el pico más alto de Camboya: el monte Aural, con una altura de 1813 m s. n. m.